# Каррелл, Рюди
Рюди Каррелл (нидерл. Rudolf Wijbrand Kesselaar, (19 декабря 1934 — 7 июля 2006) — нидерландский певец, представитель Нидерландов на конкурсе песни Евровидение 1960. Работал телеведущим, вел собственное шоу — «Шоу Руди Каррелла», которое проходило сначала в Нидерландах, а затем в Германии. Автор нескольких хитов, в том числе голландской версии «Ветряная мельница в старом Амстердаме»,. Снялся в нескольких фильмах.

## Биография

### Евровидение
Рюди Карелл представлял Нидерланды на Евровидении 1960 с песней «Wat een geluk» (Какая удача). Он финишировал двенцадцатым из тринадцати исполнителей, набрав всего 2 очка.

### Шоу Руди Каррелла
«Шоу Руди Каррелла» имело огромный успех в Германии с 1960-х по 1990-е годы. Шоу включало в себя концепцию, аналогичную «Поиску звезд» или «Поп-идолу», и привлекло внимание многих известных немецких поп-звезд и актеров, таких как Алексис и Марк Келлер. Были представлены комедийные зарисовки.
Шоу было довольно популярно в некоторых других европейских странах, например, в Словении.
Между тем он вел другие популярные шоу, в том числе Am laufenden Band, Rudis Tagesshow, Herzblatt, Die verflixte 7 и 7 Tage, 7 Köpfe.

### Спорный юмор
В 1987 году он вызвал дипломатический скандал между Германией и Ираном своим эскизом, в котором женщины в чадрах бросали нижнее белье в кого-то, одетого как верховный лидер Ирана аятолла Хомейни. В ответ иранское правительство выслало двух немецких дипломатов и навсегда закрыло Институт имени Гёте в Тегеране.

### Смерть
В интервью в ноябре 2005 года артист подтвердил журналу «Bunte», что он страдает раком легких. Он умер 7 июля 2006 года в Бремене, Германия, в возрасте 71 года.